# Mahwah
Mahwah ist ein Township im Bergen County, New Jersey, USA. Das U.S. Census Bureau hat bei der Volkszählung 2020 eine Einwohnerzahl von 25.487 ermittelt.

## Geographie
Nach den Angaben des United States Census Bureaus hat das Township eine Gesamtfläche von 67,9 km2, wovon 67,2 km2 Land und 0,7 km2 (1,03 %) Wasser ist. In Mahwah befindet sich ein großes Rechenzentrum der New York Stock Exchange.

## Geschichte
Der National Park Service weist für Mahwah neun Bauwerke und Stätten im National Register of Historic Places (NRHP) aus (Stand 25. Dezember 2018), darunter das Isaac Bogert House.

## Demographie
Nach der Volkszählung von 2000 gibt es 24.062 Menschen, 9.340 Haushalte und 6.285 Familien in der Stadt. Die Bevölkerungsdichte beträgt 358,3 Einwohner pro km2. 87,93 % der Bevölkerung sind Weiße, 2,16 % Afroamerikaner, 0,70 % amerikanische Ureinwohner, 6,31 % Asiaten, 0,03 % pazifische Insulaner, 1,50 % anderer Herkunft und 1,38 % Mischlinge. 4,27 % sind Latinos unterschiedlicher Abstammung.
Von den 9.340 Haushalten haben 30,4 % Kinder unter 18 Jahre. 56,8 % davon sind verheiratete, zusammenlebende Paare, 8,4 % sind alleinerziehende Mütter, 32,7 % sind keine Familien, 28,0 % bestehen aus Singlehaushalten und in 7,3 % Menschen sind älter als 65. Die Durchschnittshaushaltsgröße beträgt 2,43, die Durchschnittsfamiliengröße 3,01.
22,2 % der Bevölkerung sind unter 18 Jahre alt, 9,7 % zwischen 18 und 24, 32,2 % zwischen 25 und 44, 25,2 % zwischen 45 und 64, 10,7 % älter als 65. Das Durchschnittsalter beträgt 37 Jahre. Das Verhältnis Frauen zu Männer beträgt 100:90,6, für Menschen älter als 18 Jahre beträgt das Verhältnis 100:86,4.
Das jährliche Durchschnittseinkommen der Haushalte beträgt 79.500 USD, das Durchschnittseinkommen der Familien 94.484 USD. Männer haben ein Durchschnittseinkommen von 62.326 USD, Frauen 42.527 USD. Der Prokopfeinkommen der Stadt beträgt 44.709 USD. 2,0 % der Bevölkerung und 1,2 % der Familien leben unterhalb der Armutsgrenze, davon sind 1,8 % Kinder oder Jugendliche jünger als 18 Jahre und 4,2 % der Menschen sind älter als 65.